# Plan 714 till Sydney

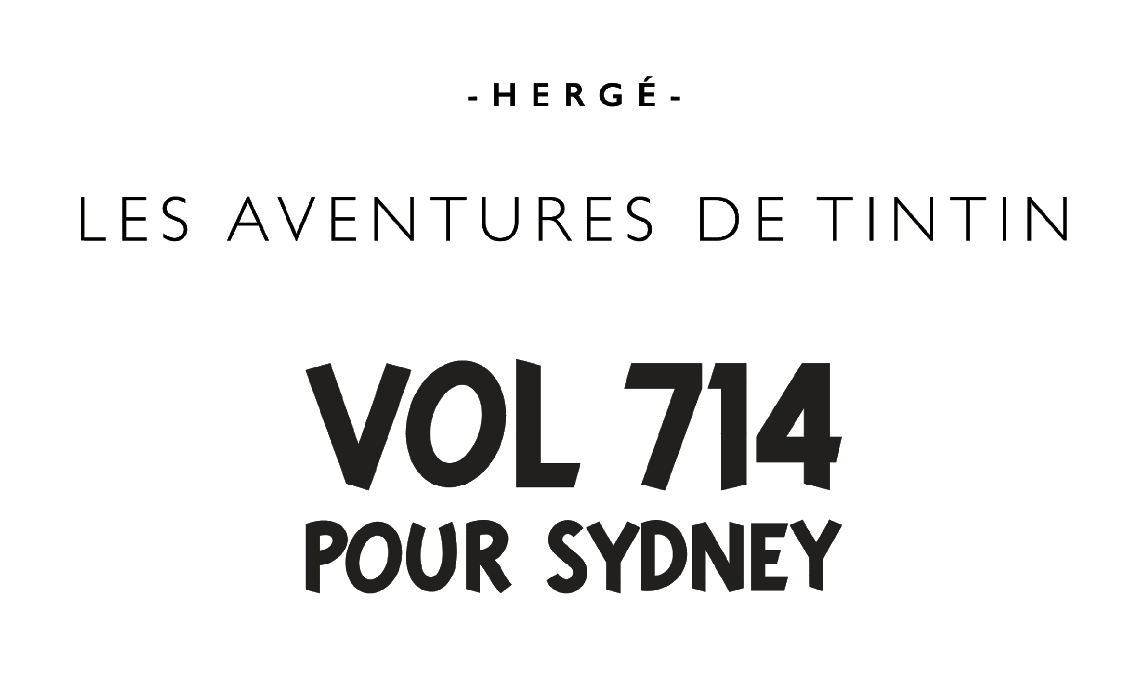

Plan 714 till Sydney, fransk originaltitel: Vol 714 pour Sydney, är det tjugoandra i en serie klassiska seriealbum, skrivna och illustrerade av den belgiske serietecknaren Hergé, vars huvudperson är den unge reportern Tintin.
Plan 714 till Sydney publicerades första gången i albumform på franska 1968. Den första översättningen till svenska gavs ut 1969, som Illustrationsförlagets Tintin-album nummer 16.

## Synopsis
Under en resa till Sydney mellanlandar Tintin, kapten Haddock och Professor Kalkyl i Jakarta och får där lift av en mångmiljardär, den ständigt sure Laszlo Carreidas, vars flygplan Carreidas 160 flygs av Piotr Szut, piloten från Koks i lasten. Olyckligtvis tänker en brottsorganisation kidnappa Carreidas för att stjäla hans pengar, och de tvingar ner planet på en ö. Snart visar det sig vem som ligger bakom alltihop: Roberto Rastapopoulos. När gruppen flyr hittar de en gammal helig grotta och får veta att ön är landningsplats för utomjordiska rymdskepp sedan miljoner år tillbaka.